# 1101
Il 1101 (MCI in numeri romani) è un anno  del XII secolo.

## Eventi
- Tre diversi pellegrinaggi di crociati "popolari" finiscono nel sangue sotto le spade musulmane.
- Ruggero I d'Altavilla muore il 22 giugno e viene sepolto nella chiesa della SS.Trinità di Mileto (VV)

## Nati
- Artaldo di Belley, vescovo francese († 1206)
- Fujiwara no Tamako, nobildonna giapponese († 1145)
- Stefano II d'Ungheria, re ungherese († 1131)

## Morti
- 16 maggio - Liemaro, arcivescovo cattolico tedesco
- 22 giugno - Ruggero I di Sicilia, sovrano normanno
- 27 luglio - Corrado di Lorena, sovrano (n. 1074)
- 27 luglio - Ugo d'Avranches, nobile francese
- 24 agosto - Su Shi, poeta cinese (n. 1037)
- 30 settembre - Anselmo IV da Bovisio, arcivescovo cattolico italiano
- 6 ottobre - Bruno di Colonia, monaco cristiano tedesco
- 18 ottobre - Ugo I di Vermandois, nobile franco (n. 1057)
- 9 novembre - Guelfo IV d'Este, duca
- Amat d'Oloron, vescovo francese
- Bisanzio I, arcivescovo cattolico italiano
- Enrico di Frisia, nobile tedesco
- Ermengarda di Carcassona, nobile francese
- Giuffrido Burel di Amboise, nobile e cavaliere medievale francese
- Ida d'Austria, nobile austriaca
- Nāropā, mistico e monaco buddhista indiano (n. 1016)
- Rinaldo II di Borgogna, conte
- Su Song, scienziato, matematico e politico cinese (n. 1020)
- Urraca di Zamora
- Al-Musta'li, imam (n. 1074)

## Calendario
| Calendario 1101 | Calendario 1101 | Calendario 1101 | Calendario 1101 | Calendario 1101 | Calendario 1101 | Calendario 1101 | Calendario 1101 | Calendario 1101 | Calendario 1101 | Calendario 1101 | Calendario 1101 | Calendario 1101 | Calendario 1101 | Calendario 1101 | Calendario 1101 | Calendario 1101 | Calendario 1101 | Calendario 1101 | Calendario 1101 | Calendario 1101 | Calendario 1101 | Calendario 1101 | Calendario 1101 | Calendario 1101 | Calendario 1101 | Calendario 1101 | Calendario 1101 | Calendario 1101 | Calendario 1101 | Calendario 1101 | Calendario 1101 | Calendario 1101 |
| --------------- | --------------- | --------------- | --------------- | --------------- | --------------- | --------------- | --------------- | --------------- | --------------- | --------------- | --------------- | --------------- | --------------- | --------------- | --------------- | --------------- | --------------- | --------------- | --------------- | --------------- | --------------- | --------------- | --------------- | --------------- | --------------- | --------------- | --------------- | --------------- | --------------- | --------------- | --------------- | --------------- |
|                 | 1               | 2               | 3               | 4               | 5               | 6               | 7               | 8               | 9               | 10              | 11              | 12              | 13              | 14              | 15              | 16              | 17              | 18              | 19              | 20              | 21              | 22              | 23              | 24              | 25              | 26              | 27              | 28              | 29              | 30              | 31              |                 |
| Gennaio         | Ma              | Me              | Gi              | Ve              | Sa              | Do              | Lu              | Ma              | Me              | Gi              | Ve              | Sa              | Do              | Lu              | Ma              | Me              | Gi              | Ve              | Sa              | Do              | Lu              | Ma              | Me              | Gi              | Ve              | Sa              | Do              | Lu              | Ma              | Me              | Gi              |                 |
| Febbraio        | Ve              | Sa              | Do              | Lu              | Ma              | Me              | Gi              | Ve              | Sa              | Do              | Lu              | Ma              | Me              | Gi              | Ve              | Sa              | Do              | Lu              | Ma              | Me              | Gi              | Ve              | Sa              | Do              | Lu              | Ma              | Me              | Gi              |                 |                 |                 |                 |
| Marzo           | Ve              | Sa              | Do              | Lu              | Ma              | Me              | Gi              | Ve              | Sa              | Do              | Lu              | Ma              | Me              | Gi              | Ve              | Sa              | Do              | Lu              | Ma              | Me              | Gi              | Ve              | Sa              | Do              | Lu              | Ma              | Me              | Gi              | Ve              | Sa              | Do              |                 |
| Aprile          | Lu              | Ma              | Me              | Gi              | Ve              | Sa              | Do              | Lu              | Ma              | Me              | Gi              | Ve              | Sa              | Do              | Lu              | Ma              | Me              | Gi              | Ve              | Sa              | Do              | Lu              | Ma              | Me              | Gi              | Ve              | Sa              | Do              | Lu              | Ma              |                 |                 |
| Maggio          | Me              | Gi              | Ve              | Sa              | Do              | Lu              | Ma              | Me              | Gi              | Ve              | Sa              | Do              | Lu              | Ma              | Me              | Gi              | Ve              | Sa              | Do              | Lu              | Ma              | Me              | Gi              | Ve              | Sa              | Do              | Lu              | Ma              | Me              | Gi              | Ve              |                 |
| Giugno          | Sa              | Do              | Lu              | Ma              | Me              | Gi              | Ve              | Sa              | Do              | Lu              | Ma              | Me              | Gi              | Ve              | Sa              | Do              | Lu              | Ma              | Me              | Gi              | Ve              | Sa              | Do              | Lu              | Ma              | Me              | Gi              | Ve              | Sa              | Do              |                 |                 |
| Luglio          | Lu              | Ma              | Me              | Gi              | Ve              | Sa              | Do              | Lu              | Ma              | Me              | Gi              | Ve              | Sa              | Do              | Lu              | Ma              | Me              | Gi              | Ve              | Sa              | Do              | Lu              | Ma              | Me              | Gi              | Ve              | Sa              | Do              | Lu              | Ma              | Me              |                 |
| Agosto          | Gi              | Ve              | Sa              | Do              | Lu              | Ma              | Me              | Gi              | Ve              | Sa              | Do              | Lu              | Ma              | Me              | Gi              | Ve              | Sa              | Do              | Lu              | Ma              | Me              | Gi              | Ve              | Sa              | Do              | Lu              | Ma              | Me              | Gi              | Ve              | Sa              |                 |
| Settembre       | Do              | Lu              | Ma              | Me              | Gi              | Ve              | Sa              | Do              | Lu              | Ma              | Me              | Gi              | Ve              | Sa              | Do              | Lu              | Ma              | Me              | Gi              | Ve              | Sa              | Do              | Lu              | Ma              | Me              | Gi              | Ve              | Sa              | Do              | Lu              |                 |                 |
| Ottobre         | Ma              | Me              | Gi              | Ve              | Sa              | Do              | Lu              | Ma              | Me              | Gi              | Ve              | Sa              | Do              | Lu              | Ma              | Me              | Gi              | Ve              | Sa              | Do              | Lu              | Ma              | Me              | Gi              | Ve              | Sa              | Do              | Lu              | Ma              | Me              | Gi              |                 |
| Novembre        | Ve              | Sa              | Do              | Lu              | Ma              | Me              | Gi              | Ve              | Sa              | Do              | Lu              | Ma              | Me              | Gi              | Ve              | Sa              | Do              | Lu              | Ma              | Me              | Gi              | Ve              | Sa              | Do              | Lu              | Ma              | Me              | Gi              | Ve              | Sa              |                 |                 |
| Dicembre        | Do              | Lu              | Ma              | Me              | Gi              | Ve              | Sa              | Do              | Lu              | Ma              | Me              | Gi              | Ve              | Sa              | Do              | Lu              | Ma              | Me              | Gi              | Ve              | Sa              | Do              | Lu              | Ma              | Me              | Gi              | Ve              | Sa              | Do              | Lu              | Ma              |                 |